# Parafia Świętej Trójcy w Sulejowie
Parafia Świętej Trójcy w Sulejowie – parafia rzymskokatolicka należąca do dekanatu jadowskiego, diecezji warszawsko-praskiej, metropolii warszawskiej Kościoła katolickiego. W parafii posługują księża diecezjalni. 

## Obszar parafii

### Miejscowości
W granicach parafii znajdują się miejscowości: Białki (bez Choszczowego), Grabszczyzna, Krawcowizna, Nowinki, Piaski, Równe, Sulejów, Wólka Sulejowska, Wujówka.